# أونيا (قونكة)
بلدية أونيا (بالإسبانية: Uña)، هي إحدى بلديات مقاطعة قونكة إحدى مقاطعات إسبانيا، والتي تقع في منطقة قشتالة لا منتشا وسط البلاد، والمائلة لجهة الشرق من إسبانيا.
يبلغ عدد سكانها 123 نسمة وفقاً لإحصائية سنة (2007).